# Bergslagens medeltidsmuseum
Bergslagens medeltidsmuseum invigdes år 2012 och består av Nya Lapphyttan med besökscentrum. Museet är beläget i Karlberg i Norberg och ligger intill Norbergs hembygdsgård Karlberg. Nya Lapphyttan är en återskapad kopia av den tidiga medeltida masugnen Lapphyttan som grävdes ur på 1980-talet. Anläggningen är komplett som en liten bergsmansby. Bergslagens medeltidsmuseum ingår i Ekomuseum Bergslagen.

## Bergslagens medeltidsmuseum
Bergslagens medeltidsmuseum invigdes hösten 2012. Visionen är att fynden från Lapphyttan ska ställas ut där. I dag finns ett besökscentrum på plats. I Norbergs närhet finns en stor mängd medeltida gruvhål beroende på att järnmalmen ligger ytligt. Nära gruvhålen finns också många medeltida masugnar. Införandet av masugnen medförde en stor kapacitetsökning i produktionen av järnmalm. Detta hade under flera hundra år stor betydelse för Sveriges ekonomi.

## Nya Lapphyttan
Nya Lapphyttan är en kopia av den medeltida masugnen Lapphyttan, som låg vid Olsbenning, strax öster om Norberg. Lapphyttan upptäcktes och arkeologiska undersökningar gjordes mellan 1978 och 1983. Lapphyttan anses för närvarande vara en av de äldsta masugnarna och den mest välbevarade. Dess äldsta delar dateras till 1100-talet. Anläggningen hade varit i drift fram till 1400-talet.
Under 1990-talet uppfördes en rekonstruktion av masugnen i Lapphyttan i full skala. Det första blåsningsförsöket utfördes 1994, följt av förnyade försök 1996, 1998 och 2002. Under dessa lyckades man inte få till stånd en tillfredsställande drift, endast slaggklumpar, i vissa fall med mindre slagginslutningar lyckades framställas.
Nya Lapphyttan är uppbyggd komplett med masugn, rostgropar, smedjor, bostadshus, fähus och andra tidstypiska byggnader, så som Lapphyttan förmodligen såg ut när den användes under tidig medeltid.
Masugnen i Nya Lapphyttan används för forskning om medeltida järnproduktion. Försök till järnframställning görs sommartid under en eller två veckor och har gjorts flera år i rad. Arbetet bedrivs ideellt av föreningen Järnet i Lapphyttan. Hösten 2012 lyckades det fullt ut att få flytande  järn att rinna ut ur masugnen. Resultaten av försöken sammanställs av Jernkontorets bergshistoriska utskott och tillförs pågående forskning om järnets betydelse i det medeltida Sverige.
Sommaren 2014 gjordes ingen kampanj, delvis beroende på torrt väder och den stora skogsbranden. Sommaren 2015 lyckades man med den hittills största produktionen av järn, ca 30 kg det sista dygnet. Våren 2016 monterades ett helt nytt vattenhjul, det gamla hade tjänat ut. Det nya hjulet är byggt enligt  en beskrivning av Emanuel Swedenborg från 1700-talet och det sammanfogades med träpluggar. Framgångsrika prov gjordes 2016 med färskning enligt principer beskrivna från 1700-talet 
Lapphyttan i Norbergs kommun tilldelades utmärkelsen Årets industriminne 2013 för epokgörande forskningsinsatser, återtagande av praktisk kunskap och nyskapande arbete för att levandegöra medeltida storskalig järnhantering. Utmärkelsen gäller såväl den ursprungliga hyttplatsen som rekonstruktionen vid Nya Lapphyttan.

## Fotogalleri

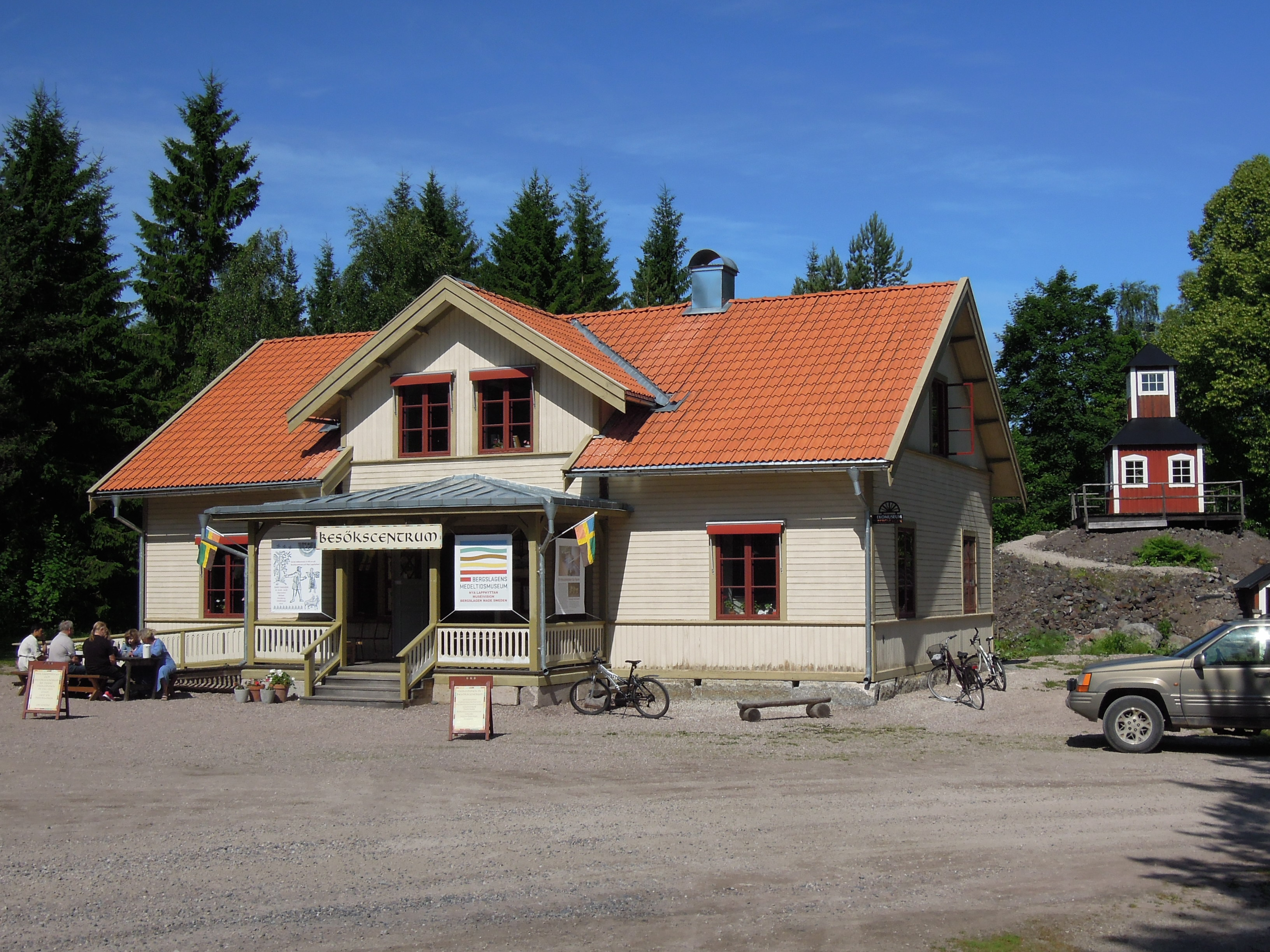
Besökscentrum för Bergslagens medeltidsmuseum.
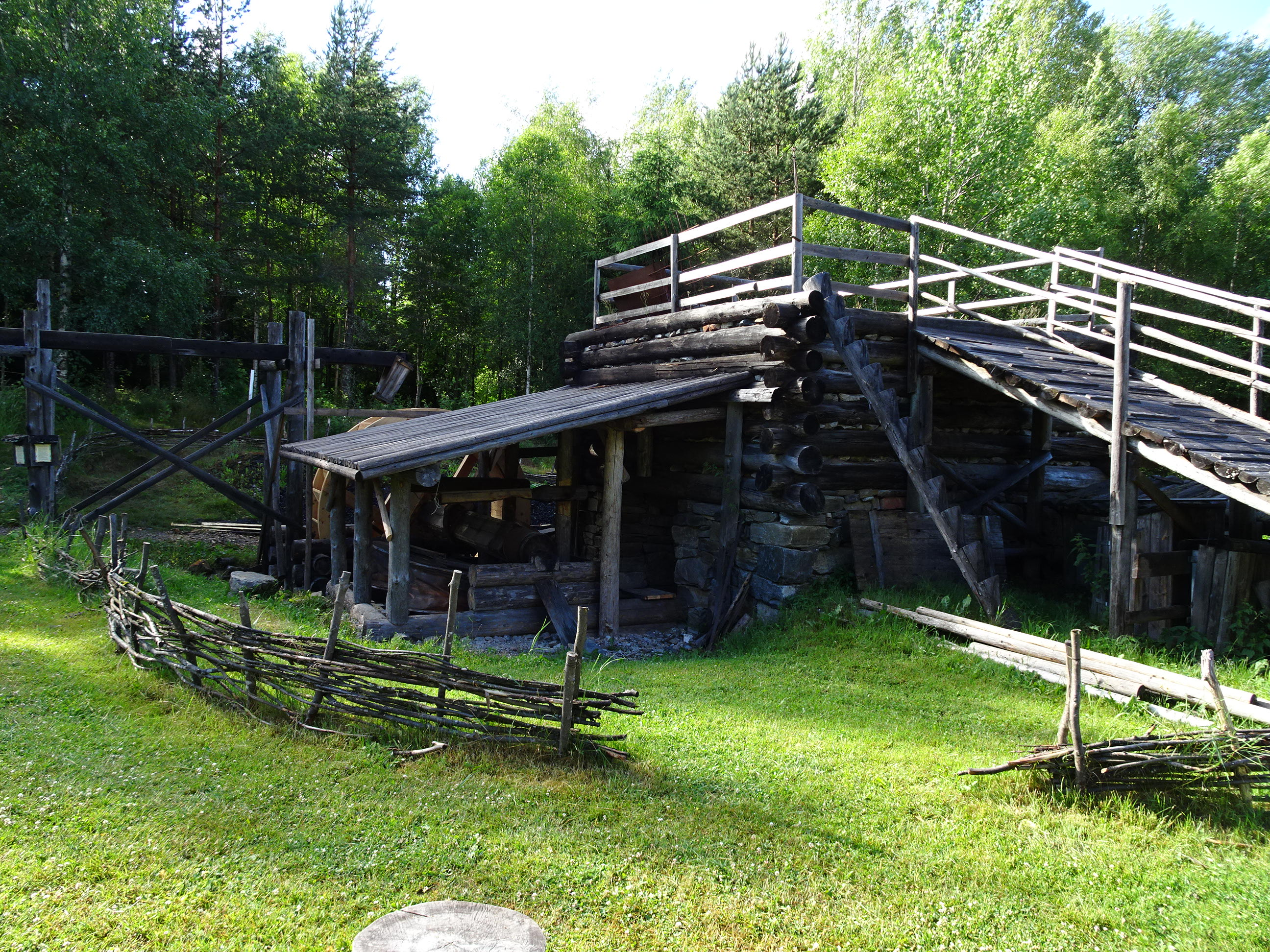
Nya Lapphyttan, masugnen.
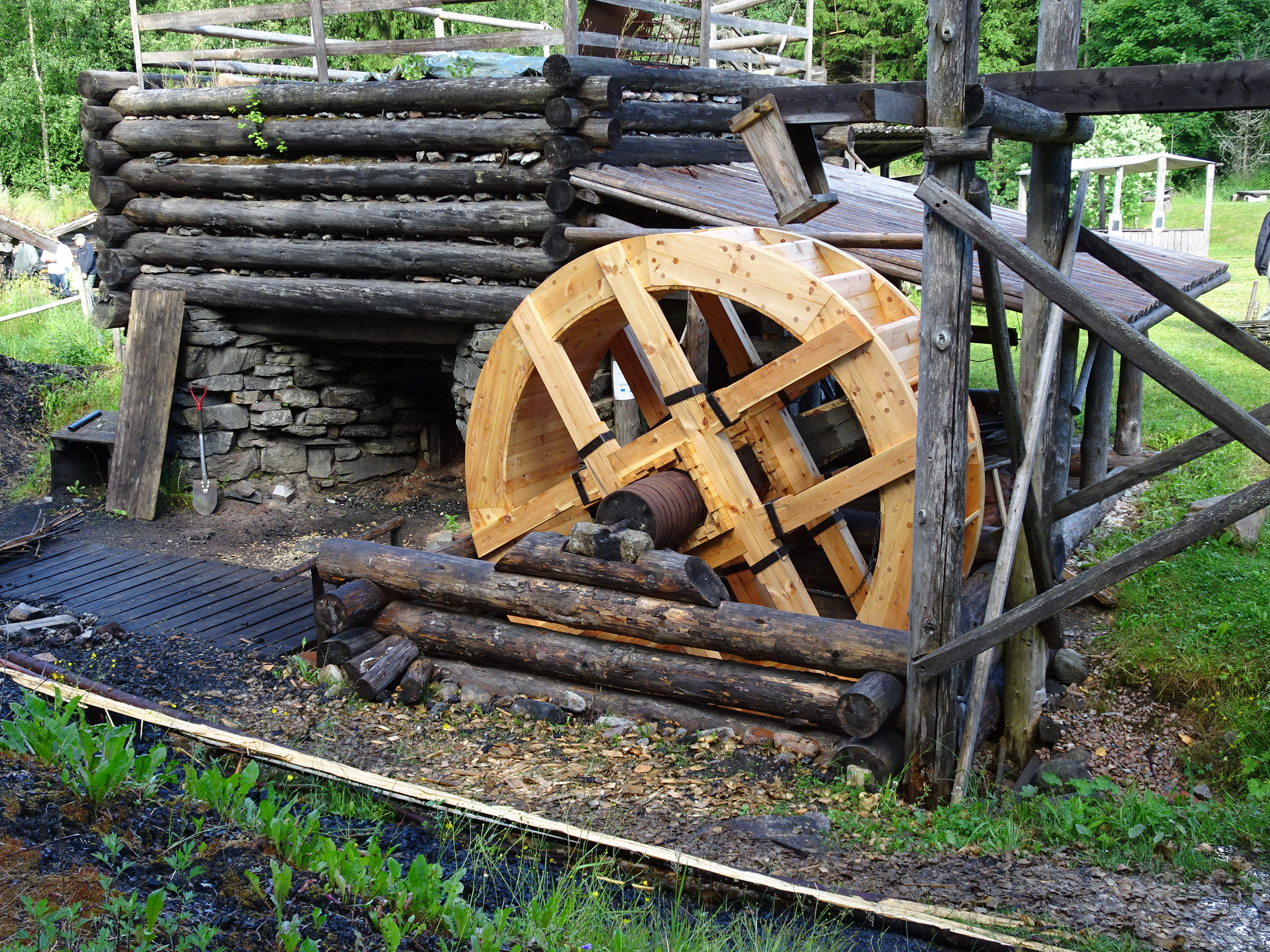
Nya Lapphyttan, nytt vattenhjul juli 2016.